# Шестнадесетоклетъчник
Шестнадесетоклетъчникът, наричан така демитесеракт, е един от шестте правилни изпъкнали многоклетъчника. Има 16 тетраедъра, 32 триъгълни стени, 24 ръба и 8 върха. Дуалният многоклетъчник е тесеракт. Петриевият многоъгълник е осмоъгълник. Връхната фигура е октаедър. Има кубична обвивка.